# Michael Wilks
Michael Wilks (ur. 7 maja 1979 w Milwaukee) – amerykański koszykarz, rozgrywający, mistrz NBA z 2005. Po zakończeniu kariery zawodniczej – trener koszykarski,  obecnie asystent trenera Oklahoma City Thunder.
Jest absolwentem Rufus King International School. Grał w Rice University, uczelni w której to specjalizował się w ekonomii. Będąc na ostatnim roku notował średnio 20,1 punktu, 4,9 zbiórki oraz 3 asysty. Do NBA trafił jako Undrafed, czyli wolny agent. Nie został wybrany w drafcie NBA w 2001 roku, podpisał jednak kontrakt z Atalantą Hawks, po sezonie spędzonym w D-League. To właśnie tam w trakcie 15. rozegranych spotkań uzyskał najwyższe w swojej karierze w NBA średnie 5,7 punktu, 2,7 zbiórki, 2,8 asysty i 1,1 przechwytu. Następnie jeszcze w tym samym sezonie (2002/03) przeniósł się do Minnesoty. Kolejnym przystankiem w jego karierze był Teksas, gdzie przez rok występował w barwach Houston Rockets.
W sezonie 2004/05 zdobył mistrzostwo NBA z San Antonio Spurs. Pomimo iż nie rozegrał w barwach Spurs ani jednego spotkania play-off może się poszczycić posiadaniem pierścienia mistrzowskiego. Po opuszczeniu Teksasu występował kolejno w Cleveland, Seattle, Denver, Waszyngtonie, po czym ponownie w Seattle.
Kolejnym etapem jego kariery był wyjazd do Włoch, gdzie przez niedługi okres reprezentował Montepaschi Siena. Po powrocie do USA zatrudnili go  Oklahoma City Thunder, z którymi rozegrał zaledwie 4 spotkania sezonu zasadniczego. Były to jego ostatnie występy na parkietach najlepszej ligi świata.
Wilks zaliczył też sporo krótkoterminowych umów z różnymi klubami NBA. Nie rozegrał w ich barwach ani jednego spotkania sezonu regularnego. Dla przykładu w październiku 2001 roku spędził 9 dni w Sacramento Kings. Od września do października 2002 był przez nieco ponad miesiąc graczem Milwaukee Bucks. W 2004 spędził ok. 1,5 miesiąca z Chicago Bulls. Na podobnych zasadach był także zawodnikiem Orlando Magic (2008), ponownie Rockets (2009), Hawks (2009), Grizzlies (2009) oraz po raz kolejny Wizards (2011).
W 2010 zespół mistrza Polski z Gdyni zakończył sukcesem negocjacje z zespołem z Oklahomy i podpisał z Wilksem kontrakt. W Polsce jednak również nie zabawił długo. W lutym 2011 został zwolniony z Asseco Prokom Gdynia.
Wilks jest pierwszym posiadaczem pierścienia mistrzowskiego NBA, który występował na polskich parkietach.
Karierę zakończył w 2011, mając za sobą występy w kilkunastu drużynach NBA.

## Osiągnięcia

### NCAA
- Zaliczony do I składu All-WAC (2001)

### NBA
- Mistrz NBA (2005)[4]

### D-League
- Laureat nagrody fair play – Jason Collier Sportsmanship Award (2002)